# Wenjiashi Mensa
La Wenjiashi Mensa è una struttura geologica della superficie di Marte.